# Yang Zhongjian
Yang Zhongjian (en xinès: 杨钟健) (1 de juny de 1897 - 15 de gener de 1979) fou un paleontòleg xinès. Se l'ha anomenat el «pare de la paleontologia de vertebrats xinesa». Va néixer a Huaxian, a la província de Shaanxi.